# Rudolf Biebrach
Hermann Rudolf Biebrach (24 de noviembre de 1866 - 5 de septiembre de 1938) fue un actor y director teatral y cinematográfico alemán, activo principalmente en la época del cine mudo.

## Biografía
Su nombre completo era Herman Rudolf Biebrach, y nació en 
Leipzig, Alemania, siendo sus padres Amalie Müller y el peletero Gotthelf Julius Biebrach. Además de la escuela secundaria, estudió durante unos años xilografía en la Academia de Bellas Artes. Tras recibir también formación teatral, fue contratado para actuar en Gießen, donde permaneció desde 1890 a 1891. En los siguientes años actuó en Alemania, en teatros de Halle, Magdeburgo, Szczecin, Düsseldorf, Bremen y Hamburgo. Desde 1901 a 1905 estuvo contratado en el Stadttheater de Leipzig, siendo más adelante director del Stadttheater de Chemnitz. 
En 1913 interpretó en la pantalla a Andreas Hofer, el líder tirolés ejecutado en 1810. Además, el actor formó parte de la compañía de intérpretes del productor Oskar Messter, junto a la actriz Henny Porten y el director Curt A. Stark. Más adelante trabajó principalmente con Lotte Neumann.
En sus últimos años Biebrach se centró en el trabajo de actor, haciéndose cargo de numerosos papeles cinematográficos secundarios, y a partir de octubre de 1926 formó parte de la escuela de actores de los estudios Universum Film AG.
Biebrach se casó en 1895 con Elisabeth Letzer, con la que tuvo un hijo, Rudolf, nacido en 1899. En 1919 volvió a casarse, esta vez con Gertrud Wiesel, hija del alcalde de Leipzig. Fruto de este matrimonio nació una hija, Erika Margot, en 1914.
Rudolf Biebrach falleció en Berlín, Alemania, en 1938. Fue enterrado en el Cementerio Wilmersdorf de dicha ciudad.

## Filmografía

### Director
| - Andreas Hofer (1909) - Ungarische Rhapsodie - Adoptivkind - Das Schicksal der Gabriele Stark - Das Ende vom Liede - Märtyrerin der Liebe (1915) - Die Wellen schweigen - Der Sieg des Herzens - Auf der Alm, da gibt's ka Sünd - Das Leid der Liebe - Das große Schweigen - Ihr bester Schuß (1916) - Abseits vom Glück (1916) - Dick Carter - Der Ruf der Liebe - Gelöste Ketten - Bummelstudenten - Feenhände - Die Ehe der Luise Rohrbach - Christa Hartungen (1917) - Die Prinzessin von Neutralien - Hann, Hein und Henny - Die Claudi vom Geiserhof - Höhenluft - Die Faust des Riesen (1917) - Edelsteine - Phantastisches Drama in 4 Akten - Auf Probe gestellt (1918) - Das Geschlecht derer von Ringwall - Agnes Arnau und ihre drei Freier - Der Rubin-Salamander - Gefangene Seele - Das Maskenfest des Lebens - Die Heimkehr des Odysseus - Die Sieger - Die blaue Laterne - Die Dame, der Teufel und die Probiermamsell | - Irrungen (1919) - Ihr Sport - Die rollende Kugel (1919) - Die Schuld - Die beiden Gatten der Frau Ruth (1919) - Die lebende Tote (1919) - Die Fahrt ins Blaue (1919) - Monica Vogelsang (1920) - Der Weg der Grete Lessen (1920) - Der rote Henker (1920) - Hundemamachen (1920) - Die Tarantel (1920) - Moj (1920) - Die drei Tanten (1921) - Die verbotene Frucht (1921) - Das Gelübde (1921) - Seefahrt ist Not! - Das Abenteuer des Dr. Kircheisen - Der Wahn des Philipp Morris (1921) - Die Schuld des Grafen Weronski - Kean (1921) - Schuld und Sühne - Die Frau im Doktorhut - Schatten der Vergangenheit (1922) - Felicitas Grolandin - Um eines Weibes Ehre (1924) - Die suchende Seele - Falsche Scham - Vier Episoden aus dem Leben eines Arztes - Die Frau im Schrank - Adam und Eva - Volksgesundheit und Körperschulung - Mit Sven Hedin durch Asiens Wüsten - Am Rande der Sahara - Terra Melophon Magazin Nr. 1 - L'Évolution mysterieuse dans l'oeuf |

### Actor
| - Zurückerobert - Die Heldin vom Moulin Rouge - Des Pfarrers Töchterlein - Komtesse Ursel - Der Weg des Lebens - Ihre Hoheit - Um das Glück betrogen - Das Tal des Traumes - Bergnacht - Nordlandrose - Tirol in Waffen - Gretchen Wendland - Adoptivkind - Das Schicksal der Gabriele Stark - Das Ende vom Liede - Märtyrerin der Liebe, de Rudolf Biebrach (1915) - Der Sieg des Herzens - Musketier Kaczmarek - Fürst Seppl - Auf der Alm, da gibt's ka Sünd - Das Leid der Liebe - Das große Schweigen - Ihr bester Schuß, de Rudolf Biebrach (1916) - Abseits vom Glück, de Rudolf Biebrach (1916) - Dick Carter - Gelöste Ketten - Bummelstudenten - Feenhände - Die Ehe der Luise Rohrbach - Der Liebesbrief der Königin - Christa Hartungen, de Rudolf Biebrach (1917) - Hann, Hein und Henny - Höhenluft - Die Faust des Riesen - Auf Probe gestellt, de Rudolf Biebrach (1918) - Das Geschlecht derer von Ringwall - Agnes Arnau und ihre drei Freier - Der Rubin-Salamander - Die Heimkehr des Odysseus - Die Sieger - Die blaue Laterne - Die Dame, der Teufel und die Probiermamsell - Ihr Sport - Die rollende Kugel, de Rudolf Biebrach (1919) - Rose Bernd - Der rote Henker, de Rudolf Biebrach (1920) - Der Weg der Grete Lessen, de Rudolf Biebrach (1920) - Hundemamachen, de Rudolf Biebrach (1920) - Moj, de Rudolf Biebrach (1920) - Die Legende von der heiligen Simplicia - Die verbotene Frucht, de Rudolf Biebrach (1921) - Das Gelübde, de Rudolf Biebrach (1921) - Seefahrt ist Not! - Der Wahn des Philipp Morris, de Rudolf Biebrach (1921) - Kean, de Rudolf Biebrach (1921) - Schuld und Sühne - Schatten der Vergangenheit, de Rudolf Biebrach (1922) - Felicitas Grolandin - Die Liebe einer Königin | - Das Geheimnis von Brinkenhof - Carlos und Elisabeth - Die Verrufenen - Das Abenteuer der Sibylle Brant - Der Wilderer - Falsche Scham - Vier Episoden aus dem Leben eines Arztes - Jugendrausch - Die Frau im Schrank - Schuldig, de Johannes Meyer (1928) - Die geheime Macht - Der Biberpelz - Zuflucht - Mary Lou - Skandal in Baden-Baden - Kinder der Straße - Der Mann mit dem Laubfrosch - Peter der Matrose, de Reinhold Schünzel (1929) - Kehre zurück! Alles vergeben! - Hochverrat, de Johannes Meyer (1929) - Wenn du einmal dein Herz verschenkst - Der weiße Teufel - Liebeswalzer, de Wilhelm Thiele (1930) - Liebe im Ring - Hokuspokus - Ein Burschenlied aus Heidelberg - Gassenhauer - Das Ekel - Zwischen Nacht und Morgen - Emil und die Detective, de Gerhard Lamprecht (1931) - Zwei Herzen und ein Schlag - Das schöne Abenteuer, de Reinhold Schünzel (1932) - Mieter Schulze gegen alle - Der schwarze Husar - Liebe muß verstanden sein, de Hans Steinhoff (1933) - Die schönen Tage von Aranjuez, de Johannes Meyer (1933) - Flüchtlinge - Gold - Altgermanische Bauernkultur - Das verlorene Tal - Ich sing' mich in dein Herz hinein - Schwarzer Jäger Johanna, de Johannes Meyer (1934) - Da stimmt was nicht - Ich heirate meine Frau - Prinzessin Turandot - Oberwachtmeister Schwenke - Zigeunerbaron - Wenn die Musik nicht wär, de Carmine Gallone (1935) - Einer zuviel an Bord - Verlieb Dich nicht am Bodensee - Stützen der Gesellschaft, de Detlef Sierck (1935) - Der höhere Befehl, de Gerhard Lamprecht (1935) - Inkognito - Boccaccio - Eskapade, de Erich Waschneck (1936) - Hans im Glück, de Hans Richter (1937) - Fridericus, de Johannes Meyer (1937) - Ferngespräch mit Hamburg - Der Besserwisser - Musketier Meier III |